# Углегорск (Сахалинская область)
Углего́рск (айн. Этуутору — досл. «междомысье»; с 1905 по 1946 — Эсутору; яп. 恵須取) — город в России, административный центр Углегорского района Сахалинской области. Глава МО «Углегорское городское поселение» — Федор Филин.

## Этимология
Айнское первопоселение на месте современного города носило название Этуутору (составляющая эту означает «мыс», а утору — «между») — по названию небольшой части побережья в устье современной реки Углегорки.
Во времена японской оккупации южного Сахалина именовался Эсуторо (恵須取支庁).

## География
Углегорск расположен на западном берегу Сахалина, в 297 км от Южно-Сахалинска.
Вдоль города протекает река Тухлянка (во времена японской оккупации южного Сахалина — канал Масурао). Осуществляет сток воды от с. Ольховка и г. Углегорска и, проходя через город, впадает в море южнее устья Углегорки. До остановки Углегорского целлюлозно-бумажного комбината в Тухлянку сбрасывались его технологические воды.

## Население
| 1925    | 1935    | 1959    | 1967    | 1970    | 1979    | 1989    | 1992    | 1996    |
| ------- | ------- | ------- | ------- | ------- | ------- | ------- | ------- | ------- |
| 5700    | ↗18 800 | ↘17 852 | ↘17 000 | ↗17 921 | ↗18 429 | ↘18 402 | ↗19 100 | ↘17 500 |
| 2000    | 2001    | 2002    | 2003    | 2005    | 2006    | 2007    | 2008    | 2009    |
| ↘15 700 | ↘15 300 | ↘13 396 | ↗13 400 | ↘12 800 | ↘12 500 | ↘12 300 | ↘12 200 | ↘12 025 |
| 2010    | 2011    | 2012    | 2013    | 2014    | 2015    | 2016    | 2017    | 2018    |
| ↘10 381 | ↗10 400 | ↘10 116 | ↘9871   | ↘9597   | ↘9395   | ↘9198   | ↘9070   | ↘8860   |
| 2019    | 2020    | 2021    | 2023    |         |         |         |         |         |
| ↘8687   | ↗8710   | ↘8041   | ↘7686   |         |         |         |         |         |

На 1 января 2025 года по численности населения город находился на 1008-м месте из 1124 городов Российской Федерации.

## Климат
Город Углегорск приравнен к районам Крайнего Севера. Климат умеренный муссонный.
- Среднегодовая температура воздуха — 2,8 °C
- Относительная влажность воздуха — 69,3 %
- Средняя скорость ветра — 4,8 м/с

| Показатель              | Янв.  | Фев.  | Март | Апр. | Май | Июнь | Июль | Авг. | Сен. | Окт. | Нояб. | Дек. | Год |
| ----------------------- | ----- | ----- | ---- | ---- | --- | ---- | ---- | ---- | ---- | ---- | ----- | ---- | --- |
| Средняя температура, °C | −11,6 | −10,6 | −5,1 | 1,3  | 6,2 | 11,1 | 15,4 | 17,2 | 13,6 | 6,6  | −2,2  | −8,6 | 2,8 |
| Норма осадков, мм       | 46    | 27    | 28   | 35   | 52  | 44   | 65   | 92   | 98   | 84   | 55    | 54   | 680 |
| Источник:               |       |       |      |      |     |      |      |      |      |      |       |      |     |

| Температура морской воды в Углегорске | Температура морской воды в Углегорске | Температура морской воды в Углегорске | Температура морской воды в Углегорске | Температура морской воды в Углегорске | Температура морской воды в Углегорске | Температура морской воды в Углегорске | Температура морской воды в Углегорске | Температура морской воды в Углегорске | Температура морской воды в Углегорске | Температура морской воды в Углегорске | Температура морской воды в Углегорске | Температура морской воды в Углегорске |
| Янв                                   | Фев                                   | Мар                                   | Апр                                   | Май                                   | Июн                                   | Июл                                   | Авг                                   | Сен                                   | Окт                                   | Ноя                                   | Дек                                   | Год                                   |
| −1,7 °C                               | −1,7 °C                               | −0,9 °C                               | 1,8 °C                                | 5,5 °C                                | 10,5 °C                               | 15,1 °C                               | 17,6 °C                               | 14,4 °C                               | 7,2 °C                                | 1,4 °C                                | −1,4 °C                               | 5,7 °C                                |
| ------------------------------------- | ------------------------------------- | ------------------------------------- | ------------------------------------- | ------------------------------------- | ------------------------------------- | ------------------------------------- | ------------------------------------- | ------------------------------------- | ------------------------------------- | ------------------------------------- | ------------------------------------- | ------------------------------------- |

- Центральная площадь Углегорска и здание администрации Углегорского района
- Побережье Татарского пролива в границах Углегорска. На горизонте видны суда, стоящие на рейде порта Шахтёрск
- Центр города
- Рябина в Углегорске

## Экономика
Традиционно основу экономики города составляют предприятия угледобывающей отрасли, разрабатывающие угольные шахты и разрезы в окрестностях.
Со времён японской оккупации в городе действовал целлюлозно-бумажный комбинат, работавший на древесине из лесов центральной части Сахалина. В разные годы на комбинате трудились от 1000 до 2000 человек. В 1990-е годы комбинат прекратил деятельность.
На территории города расположен морской порт Углегорск, являющийся терминалом морского порта Шахтёрск.
В Углегорске существует ряд предприятий пищевой промышленности (хлебозаводы, завод пиво-безалкогольных напитков) и предприятие по добыче и переработке рыбы и морепродуктов, работающее на прибрежных ресурсах. Вблизи города работает ряд сельхозпредприятий, занимающихся растениеводством и мясо-молочным животноводством.

## Культура
- Углегорский краеведческий музей[25]
- Районный дом культуры «Октябрь»[26]

## СМИ
- Еженедельная газета «Углегорские новости»[27]

## Религия
Со времён японской оккупации южного Сахалина в городе существует корейская церковь христиан-пресвитериан.
Кроме того, в Углегорске есть община христиан веры евангельской (пятидесятников).
В 2014 году на средства крупнейшего угледобывающего предприятия района, Восточной горнорудной компании, был построен православный храм «Иконы Владимирской Божьей матери».

## Известные горожане
- Ёсимицу Ваканами[яп.] (1914—1982) — борец профессионального сумо.
- Тоёаки Акино[яп.] (род. в 1935) — доктор медицинских наук и бывший президент медицинского университета Саппоро[англ.]. Почётный профессор в том же университете. Кавалер ордена Священного сокровища.
- Слепченко, Василий Рудольфович (1962—1991) — российский художник.
- Полукаров, Владимир Васильевич (род. в 1953) — российский педагог.

## Галерея
- Углегорск в 2019 году
- Углегорск в 2019 году
- Установка стелы на въезде в Углегорск (2020 год)
- Новостройки в Углегорске (фото 2018 года)